# Chico Borja
Hernán “Chico” Borja (Quito, Ecuador; 24 de agosto de 1959-25 de enero de 2021) fue un futbolista ecuatoriano nacionalizado estadounidense. En sus últimos tiempos se desempeñó como entrenador de fútbol.
Jugó once veces con la selección de los Estados Unidos y anotó tres goles. Participó en los Juegos Olímpicos de Los Ángeles de 1984.
Falleció el 28 de enero de 2021 a los sesenta y un años.

## Selección nacional
Borja disputó los torneos de fútbol de Juegos Olímpicos de 1984 y de los Juegos Panamericanos de 1987.
También integró la selección de fútbol sala de los Estados Unidos que fue subcampeona de la Copa Mundial de 1992.

### Participaciones en Juegos Olímpicos
| Torneo                   | Sede        | Resultado    |
| ------------------------ | ----------- | ------------ |
| Juegos Olímpicos de 1984 | Los Ángeles | Primera fase |

## Trayectoria

### Como jugador
| Club                         | País           | Año       |
| ---------------------------- | -------------- | --------- |
| New York Cosmos              | Estados Unidos | 1981-1982 |
| New York Cosmos (indoor)     | Estados Unidos | 1981-1984 |
| Team America                 | Estados Unidos | 1983      |
| New York Cosmos              | Estados Unidos | 1984      |
| Las Vegas Americans (indoor) | Estados Unidos | 1984-1985 |
| Wichita Wings (indoor)       | Estados Unidos | 1985-1987 |
| Los Angeles Lazers (indoor)  | Estados Unidos | 1987-1988 |
| Wichita Wings (indoor)       | Estados Unidos | 1988-1992 |
| Albany Capitals (indoor)     | Estados Unidos | 1989-1990 |

### Como entrenador
| Club                 | País           | Año    |
| -------------------- | -------------- | ------ |
| Houston Hotshots     | Estados Unidos | 1994   |
| Houston Force        | Estados Unidos | 1995   |
| Rockhurst University | Estados Unidos | ?-1998 |